# Kilmessan
Kilmessan (irisch Cill Mheasáin, deutsch: „Kirche des Measán“) ist eine Ortschaft im County Meath in der Republik Irland. Während der Ort 1991 noch eine Einwohnerzahl von 242 Personen hatte, hat diese sich bis zum Jahr 2022 auf 907 Einwohner vervierfacht.

## Lage
Kilmessan liegt etwa zehn Kilometer östlich von Trim und etwa 13 Kilometer südlich von Navan. Östlich von Kilmessan liegt ein großer Steinbruch, der mittlerweile geschlossen ist.

## Geschichte
Der Hill of Tara liegt etwa drei Kilometer nordöstlich von Kilmessan. Im Osten befindet sich das Erdwerk Rath Meave. 

## Kirchgebäude
Es bestehen noch das alte anglikanische Kirchengebäude (1731 errichtet, 1966 geschlossen) und das katholische Kirchengebäude (1820 errichtet). Beide sind Marienkirchen.

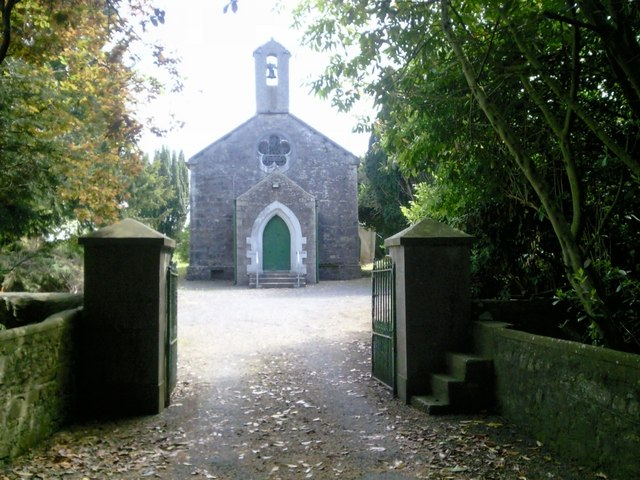
Anglikanische St. Mary’s Church
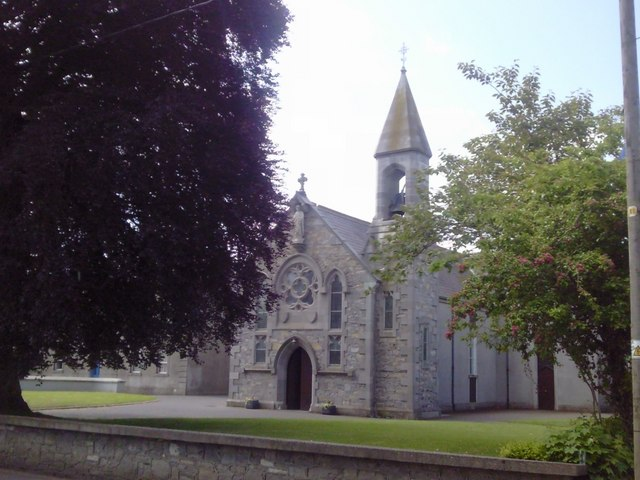
Katholische St. Mary’s Church

## Söhne und Töchter der Stadt
- Joseph Shiel (1873–1931), katholischer Bischof von Rockhampton
- Colm Hilliard (1936–2002), Politiker der Fianna Fáil